# Harry McRae Webster
Harry McRae Webster, conosciuto anche come Henry McRae Webster (New York, 1872 – New York, 24 dicembre 1940), è stato un regista, sceneggiatore e produttore cinematografico statunitense.

## Filmografia

### Regista
- A Fortunate Misfortune - cortometraggio (1910)
- Love's Awakening - cortometraggio (1910)
- His Friend's Wife - cortometraggio (1911)
- The Fall of Montezuma - cortometraggio (1912)
- The Girl of the Mountain - cortometraggio (1912)
- The Broken Heart - cortometraggio (1912)
- The Spy's Defeat - cortometraggio (1913)
- In Convict Garb - cortometraggio (1913)

- The Victory of Virtue (1915)
- Jimmie Dale, Alias the Grey Seal - cortometraggio (1917)
- The Devil's Playground (1917)
- Reclaimed: The Struggle for a Soul Between Love and Hate (1919)
- The Heart of a Gypsy, co-regia di Charles Miller[1] (1919)